# Christina Bilby
Christina Agathe Bilby, tidigare Wahlberg, född 24 juli 1943 i Bromma, är en svensk fäktare. Hon tävlade för Djurgårdens IF.
Bilby tävlade i florett för Sverige vid olympiska sommarspelen 1964 i Tokyo. Hon blev oplacerad efter att ha förlorat omfäktningen i första omgången mot franska Catherine Rousselet-Ceretti.
Hon tog SM-guld i lagflorett för Djurgårdens IF 1962. Bilby var en del av Sveriges lag i VM i florett 1963, 1965 och 1966.